# Гвінея на літніх Олімпійських іграх 2016
Гвінея на літніх Олімпійських ігор 2016 була представлена 5 спортсменами у 3 видах спорту. Жодної медалі олімпійці Гвінеї не завоювали.

## Спортсмени
| Дисципліна     | Чоловіки | Жінки | Разом |
| -------------- | -------- | ----- | ----- |
| Легка атлетика | 1        | 1     | 2     |
| Дзюдо          | 0        | 1     | 1     |
| Плавання       | 1        | 1     | 2     |
| Разом          | 2        | 3     | 5     |

## Легка атлетика
Легенда
- Note – для трекових дисциплін місце вказане лише для забігу, в якому взяв участь спортсмен
- Q = пройшов у наступне коло напряму
- q = пройшов у наступне коло за добором (для трекових дисциплін - найшвидші часи серед тих, хто не пройшов напряму; для технічних дисциплін - увійшов до визначеної кількості фіналістів за місцем якщо напряму пройшло менше спортсменів, ніж визначена кількість)
- NR = Національний рекорд
- N/A = Коло відсутнє у цій дисципліні
- Bye = спортсменові не потрібно змагатися у цьому колі

Трекові і шосейні дисципліни
| Спортсмен             | Дисципліна                   | Попередній забіг | Попередній забіг | Чвертьфінал      | Чвертьфінал      | Півфінал         | Півфінал         | Фінал            | Фінал            |
| Спортсмен             | Дисципліна                   | Час              | Місце            | Час              | Місце            | Час              | Місце            | Час              | Місце            |
| --------------------- | ---------------------------- | ---------------- | ---------------- | ---------------- | ---------------- | ---------------- | ---------------- | ---------------- | ---------------- |
| Мохамед Ламін Дансоко | біг на 100 метрів (чоловіки) | 11.05            | 6                | Завершив виступ  | Завершив виступ  | Завершив виступ  | Завершив виступ  | Завершив виступ  | Завершив виступ  |
| Макура Кейта          | біг на 100 метрів (жінки)    | 12.66            | 4                | Завершила виступ | Завершила виступ | Завершила виступ | Завершила виступ | Завершила виступ | Завершила виступ |

## Дзюдо
| Спортсмен        | Категорія        | 1/16 фіналу            | 1/8 фіналу         | Чвертьфінали       | Півфінали          | Втішний поєдинок   | Фінал / БМ         | Фінал / БМ       |
| Спортсмен        | Категорія        | Суперник Результат     | Суперник Результат | Суперник Результат | Суперник Результат | Суперник Результат | Суперник Результат | Місце            |
| ---------------- | ---------------- | ---------------------- | ------------------ | ------------------ | ------------------ | ------------------ | ------------------ | ---------------- |
| Мамадама Бангура | до 63 кг (жінки) | Гарсія (ECU) L 000–100 | Завершила виступ   | Завершила виступ   | Завершила виступ   | Завершила виступ   | Завершила виступ   | Завершила виступ |

## Плавання
| Спортсмен    | Дисципліна                          | Попередній заплив | Попередній заплив | Півфінал         | Півфінал         | Фінал            | Фінал            |
| Спортсмен    | Дисципліна                          | Час               | Місце             | Час              | Місце            | Час              | Місце            |
| ------------ | ----------------------------------- | ----------------- | ----------------- | ---------------- | ---------------- | ---------------- | ---------------- |
| Амаду Камара | 50 метрів вільним стилем (чоловіки) | 27.35             | 78                | Завершив виступ  | Завершив виступ  | Завершив виступ  | Завершив виступ  |
| Марьяма Соу  | 50 метрів вільним стилем (жінки)    | 39.85             | 87                | Завершила виступ | Завершила виступ | Завершила виступ | Завершила виступ |